# Matteo Prunes

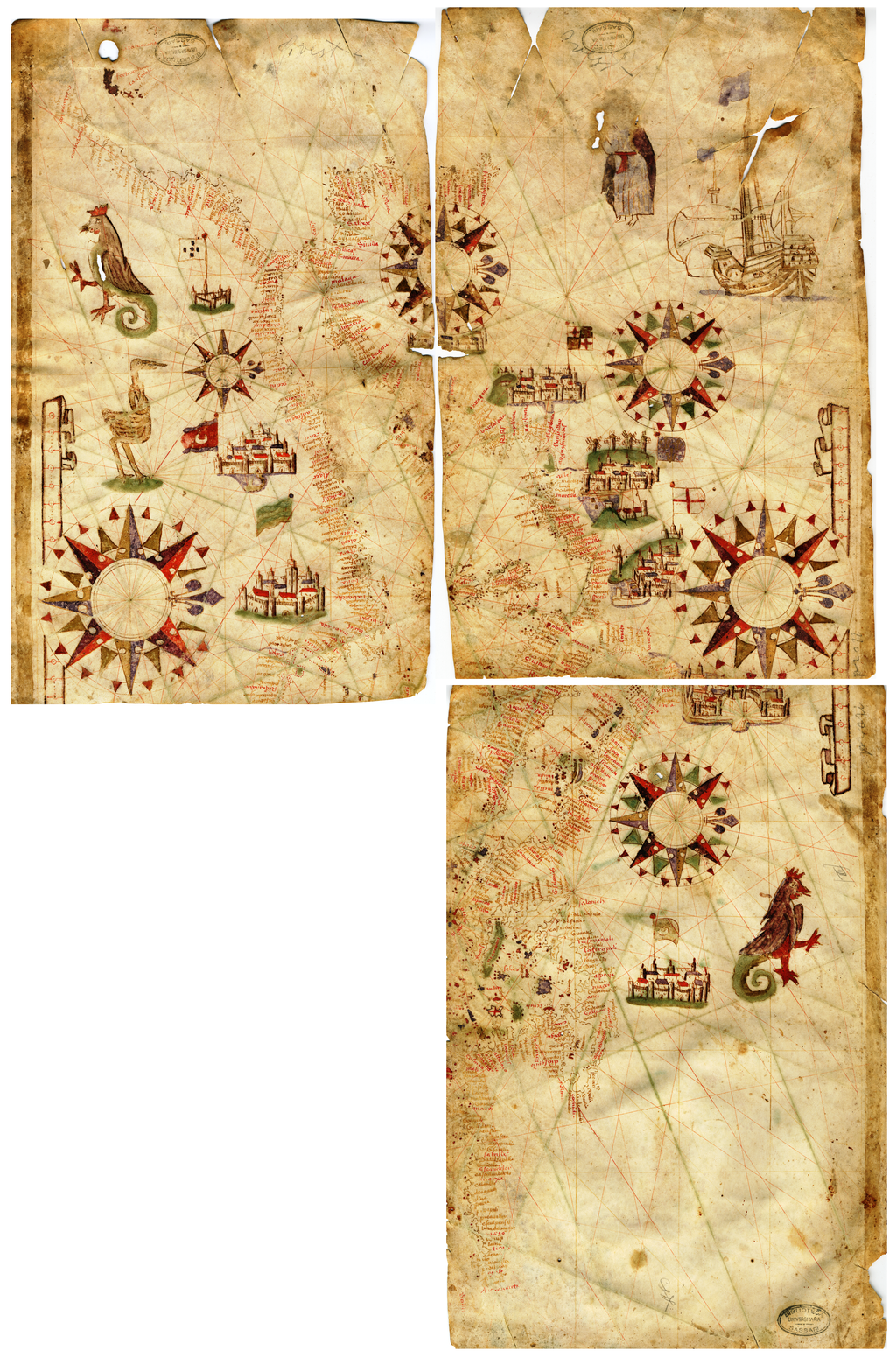
Carta del Mediterraneo, realizzata dal Prunes tra il 1553 ed il 1559

Matteo Prunes (Maiorca, 1532 – 1594) è stato un cartografo spagnolo, noto anche come Mateo o Matheus.

## Biografia
Matteo era un membro dei Prunes, famiglia di cartografi maiorchina che iniziò la sua attività con Juan nel 1532 e che fu attiva sino al 1631.
Prunes svolse la sua attività nella seconda metà del XVI secolo a Maiorca. In una sua mappa del 1553 appare l'isola fantasma di Fixland su cui è basata la Frislanda, apparsi nella mappa di Zeno pubblicata cinque anni dopo.
Le sue mappe si distinguono per il disegno fine, il cromatismo rosso e blu e la sobrietà delle decorazioni.
Suo figlio Vincenzo continuò la tradizione familiare.